# Velika nagrada Bordeauxa
Velika nagrada Bordeauxa je bila neprvenstvena dirka Formule 1, ki je med letoma 1951 in 1955 potekala v francoskem mestu Bordeaux. Nobenemu od dirkačev ni tu uspelo zmagati več kot enkrat, med moštvi pa je najuspešnejši Ferrari z dvema zmagama.

## Zmagovalci
| Leto | Zmagovalec            | Moštvo      | Dirkališče | Poročilo |
| ---- | --------------------- | ----------- | ---------- | -------- |
| 1955 | Jean Behra            | Maserati    | Bordeaux   | Poročilo |
| 1954 | José Froilán González | Ferrari     | Bordeaux   | Poročilo |
| 1953 | Alberto Ascari        | Ferrari     | Bordeaux   | Poročilo |
| 1951 | Louis Rosier          | Talbot-Lago | Bordeaux   | Poročilo |